# Register (Geórgia)
Register é uma cidade  localizada no estado americano de Geórgia, no Condado de Bulloch.

## Demografia
Segundo o censo americano de 2000, a sua população era de 164 habitantes.
Em 2006, foi estimada uma população de 163, um decréscimo de 1 (-0.6%).

## Geografia
De acordo com o United States Census Bureau tem uma área de
2,0 km², dos quais 2,0 km² cobertos por terra e 0,0 km² cobertos por água. Register localiza-se a aproximadamente 49 m acima do nível do mar.

## Localidades na vizinhança
O diagrama seguinte representa as localidades num raio de 24 km ao redor de Register.